# Nyamiyaga (Gicumbi)
Nyamiyaga ist einer von 21 Sektoren im Distrikt Gicumbi in der Nordprovinz von Ruanda.

## Geographie
Nyamiyaga hat eine Fläche von 39,7 km² und liegt auf einer Höhe von etwa 2030 m. Der Sektor unterteilt sich in die sieben Zellen Gahumuliza, Jamba, Kabeza, Kabuga, Karambo, Kiziba und Mataba und umfasst 27 Dörfer. Nachbarsektoren sind im Norden Rukomo, im Osten Ruvune, im Südosten Muko, im Süden Rutare, im Westen Mutete und im Nordwesten Kageyo. Die Westgrenze bildet der Fluss Mwange.

## Bevölkerung
Nach der Volkszählung von 2022 betrug die Einwohnerzahl 20.939 Einwohner. Zehn Jahre zuvor waren es 18.284, was einem jährlichen Bevölkerungszuwachs von 1,4 Prozent zwischen 2012 und 2022 entspricht.

## Verkehr
Durch den Sektor verläuft eine District Road und im Osten die asphaltierte Nationalstraße 19.